# Battle royal match
Il battle royal match è un tipo di match di wrestling dove quattro o più lottatori si sfidano in un incontro ad eliminazione.
Di solito, il vincitore ottiene una title shot ad una cintura o ad altri premi.
Il nome del match è una delle fonti di ispirazione del romanzo di Koushun Takami Battle Royale, il quale parla di un gioco mortale ad eliminazione con protagonisti degli studenti di scuola media. Nel preambolo c'è una spiegazione delle regole proprie del match ad opera di un appassionato, così da spiegare ai profani il perché del titolo.

## Regole generiche
Sul ring sono presenti un numero variabile di lottatori e vince l'unico che non viene eliminato o (se è previsto) squalificato. In genere, è possibile eliminare un avversario tramite lo schienamento, la sottomissione, la regola "over the top rope" o l'eventuale count-out effettuato dall'arbitro.

## Varianti
Questa tipologia di incontro presenta numerose varianti, che dipendono sempre dalla stipulazione del match.

### André the Giant Memorial battle royal
Una classica over the top rope battle royal dedicata alla memoria di André the Giant.

### Bunkhouse stampede battle royal
La variante "bunkhouse stampede" della National Wrestling Alliance prevedeva wrestler che indossassero un preciso abbigliamento da cowboy al posto della normale tenuta da lottatore; era, inoltre, consentito l'utilizzo di oggetti estranei come armi.

### Elimination battle royal
In questa variante l'eliminazione avviene solamente seguendo le regole dei single match, cioè per schienamento, sottomissione, count-out o squalifica.

### Fulfill your fantasy battle royal
Variante esclusiva per le divas, le quali sono vestite da Cameriere, Scolare o Infermiere, combattuto unicamente a WWE Taboo Tuesday 2005. Questa variante compare come match singolo nel videogioco WWE SmackDown! vs. Raw 2006.

### Over the top rope battle royal
In questa variante, i lottatori possono essere eliminati solamente se gettati fuori dal ring oltre la terza corda (la regola over the top rope).
La versione più famosa è il royal rumble match usato nello show WWE Royal Rumble.

### Tag team battle royal
In questa variante, avviene che in un unico ring si affrontino più di quattro tag team e per eliminare un tag team è necessario buttare fuori dal ring almeno uno dei membri dello stesso poiché l'altro viene automaticamente eliminato. Vince l'ultimo tag team rimasto.

### Casino battle royale
La casino battle royale è una variante utilizzata dalla All Elite Wrestling. Di solito è composta da 21 partecipanti e inizia con un gruppo di cinque lottatori e ogni tre minuti entra un altro gruppo di cinque lottatori, mentre il 21º e ultimo concorrente entra da solo. I lottatori sono raggruppati in base al seme che hanno estratto da un mazzo di carte - picche, quadri, fiori o cuori - e l'ordine di ingresso di ogni gruppo si basa su un'estrazione casuale delle carte. Il ventunesimo e ultimo concorrente è il lottatore che ha pescato il jolly. Il vincitore riceve un match titolato per l'AEW World Championship o per l'AEW Women's World Championship.
Esiste anche una variante con i tag team, chiamata casino tag team royale, ed è stata utilizzata per la prima volta al pay-per-view Revolution 2021. È composta da 15 tag team (per un totale di 30 wrestler) e anche le regole in termini di partecipanti differiscono. L'ordine dei partecipanti si basa su una lotteria. Due tag team iniziano il match e ogni 90 secondi entra una nuova squadra. Le eliminazioni individuali si verificano quando un lottatore ha superato la corda superiore ed entrambi i piedi toccano il pavimento; una squadra è eliminata quando entrambi i membri della squadra sono stati esclusi dall match, che finisce quando un tag team o un solo membro delle stesso, rimane sul ring. Il tag team vincente si aggiudica un match titolato per l'AEW World Tag Team Championship.